# Ombudsstelle für Investmentfonds
Die Ombudsstelle für Investmentfonds ist Anlaufstelle für Streitigkeiten im Zusammenhang mit dem Kapitalanlagegesetzbuch (KAGB). Sie kann zum Beispiel zu Meinungsverschiedenheiten bezüglich offener und geschlossener Fonds, Sparverträgen auf Fondsbasis (zum Beispiel bei einem Riester-Vertrag) oder dem Wertpapierdepotgeschäft tätig werden. Streitigkeiten werden außergerichtlich und für Verbraucher kostenlos von einem Ombudsmann beigelegt. Der Ombudsmann kann bindende Schiedssprüche bis zu einem Wert von 10.000 Euro aussprechen.
Die Ombudsstelle wurde vom deutschen Bundesverband Investment und Asset Management in Frankfurt am Main eingerichtet und ist verpflichtet, unabhängig und neutral zu handeln. Grundlage für die Organisation der Ombudsstelle ist die Verordnung der Bundesanstalt für Finanzdienstleistungsaufsicht (BaFin) über die Schlichtungsstelle nach § 342 des Kapitalanlagegesetzbuchs.
Die Ombudsstelle für Investmentfonds repräsentiert mit ihren teilnehmenden Gesellschaften nahezu den gesamten deutschen Fondsmarkt. Die Mitgliedschaft steht allen Finanzdienstleistern unter dem Kapitalanlagegesetzbuch auch ohne Mitgliedschaft im Bundesverband Investment und Asset Management offen.
Die Vorschläge des Schlichters sind nicht unbedingt bindend, sondern stellen nur eine Empfehlung dar. Sind Verbraucher hiermit nicht einverstanden, steht ihnen der Rechtsweg weiter offen. Der erste Ombudsmann, Gerd Nobbe, wurde kritisiert, weil er mit bankenfreundlichen Bemerkungen aufgefallen war. Insgesamt ist die Zahl der Streitigkeiten zurückgegangen: Waren es im Jahr 2012 noch über 900 Eingaben bei der Ombudsstelle, sind ein Jahr später lediglich 74 Verbraucherbeschwerden eingegangen.
Die Ombudsstelle für Investmentfonds ist Mitglied im Europäischen Netzwerk der Schlichtungsstellen für Finanzdienstleistungen („FIN-NET“) als europaweitem Netz von Organisationen zur außergerichtlichen Beilegung von Verbraucherbeschwerden im Finanzdienstleistungsbereich.